# Intelsat 702
O Intelsat 702 (também conhecido por IS-702 e Intelsat 7-F2) é um satélite de comunicação geoestacionário pela Space Systems/Loral (SSL). Ele está localizado na posição orbital de 33° graus de longitude leste, o mesmo encontra-se atualmente em uma órbita inclinada. O satélite é de propriedade da Intelsat, empresa sediada atualmente em Luxemburgo. O satélite foi baseado na plataforma HS-601 e sua expectativa de vida útil era de 15 anos.

## Lançamento
O satélite foi lançado com sucesso ao espaço no dia 17 de junho de 1994 às 07:07:19 UTC, por meio de um veículo Ariane-44LP H10+ a partir do Centro Espacial de Kourou, na Guiana Francesa, juntamente com os satélites STRV 1A e STRV 1B. Ele tinha uma massa de lançamento de 3.695 kg.

## Capacidade
O Intelsat 702 é equipado com 26 transponders em banda C e 10 em banda Ku para fornecer radiodifusão, serviços de business-to-home direto radiodifusão TV, telecomunicações, VSATnetworks. Planejado para o internamento na posição orbital de 29.5 graus oeste.